# Хапсироков, Мурат Крым-Гериевич
Мурат Крым-Гериевич Хапсироков (род. 26 января 1978) — сенатор Российской Федерации, представитель от Государственного совета ― Хасэ Республики Адыгея, заместитель председателя Комитета Совета Федерации по экономической политике, член партии «Единая Россия».
Из-за поддержки нарушения территориальной целостности Украины во время российско-украинской войны находится под персональными международными санкциями  Евросоюза, США, Великобритании и ряда других стран.

## Биография
В 2000 году получил диплом Московской государственной юридической академии, специальность «юриспруденция».
Май 1997 — ноябрь 1997 — Специалист по маркетингу «Тайгер Холдинг инт».
Ноябрь 1997 — апрель 2000 — Старший менеджер ТОО «Меркурий».
Апрель 2000 — октябрь 2000 — Помощник юрисконсульта ОАО «ТЭМБР-Банк».
Октябрь 2000 — сентябрь 2003 — Начальник отдела развития рекламы и маркетинга Федерального Депозитного банка.
Сентябрь 2003 — февраль 2004 — Заместитель начальника организационно-правового Управления Юридического департамента АКБ «БИН».
Ноябрь 2004 — январь 2007 — Генеральный директор ООО «Ависта Компани».
Февраль 2007 — апрель 2007 — Начальник отдела постоянного представительства КБР при Президенте Российской Федерации.
Июль 2008 — декабрь 2008 — Советник председателя правления коммерческого банка «Федеральный депозитный банк».
Декабрь 2008 — март 2011 — Заместитель Премьер-министра Республики Адыгея, Официальный представитель Республики Адыгея при Президенте Российской Федерации.
Март 2011 — февраль 2012 — Депутат Государственного Совета — Хасэ Республики Адыгея.
С 2008 по 2011 год работал в должности полномочного представителя республики Адыгея при Президенте РФ, был заместителем премьер-министра Республики.
В марте 2011 года победил на выборах депутатов Государственного совета-Хасэ Адыгеи. Баллотировался по спискам партии «Единая Россия».
С февраля 2012 года — Избран членом Совета Федерации Федерального Собрания Российской Федерации — представителем от Государственного Совета — Хасэ Республики Адыгея в феврале 2012 года. 
7 октября 2016 года — Вновь избран членом Совета Федерации Федерального Собрания Российской Федерации — представителем от Государственного Совета — Хасэ Республики Адыгея.

## Награды
- Медаль ордена «За заслуги перед Отечеством» II степени (25 января 2017) — за большой вклад в развитие российского парламентаризма и активную законотворческую деятельность[6].
- Благодарность Председателя Совета Федерации.
- Медалью «25 лет Республике Адыгея» (3 октября 2016)